# Philip Madoc
Philip Madoc (Merthyr Tydfil, 5 juli 1934 – Northwood, 5 maart 2012) was een Welsh acteur.
Madoc werd geboren als Philip Arvon Jones en speelde vele toneel-, televisie-, radio- en filmrollen en werd erkend voor zijn rijke, sonore stem en speelde vaak schurken en officieren. Hij volgde een opleiding talen aan de Cardiff-universiteit en Universiteit van Wenen en acteren aan de Royal Academy of Dramatic Art (RADA).
Madoc stond op het podium met de Royal Shakespeare Company en speelde de rollen van Iago, Othello en Dr. Faust. Op televisie was hij onder meer te zien in series De Wrekers, Target en Doctor Who en op het witte doek in de film The Spy Who Came in from the Cold.
Hij trouwde in 1961 met actrice Ruth Madoc. Ze kregen een zoon en een dochter en scheidden in 1981. Madoc's tweede huwelijk, dat ook in een scheiding eindigde, was met Diane. Madoc stierf aan kanker op 5 maart 2012 in het Michael Sobell Hospice in Northwood, in het noordwesten van Londen.